# Vereinigung revolutionärer Arbeiter Österreichs
Die Vereinigung Revolutionärer Arbeiter (kurz VRA) war eine am 22. Juni 1968 gegründete marxistische Organisation in Österreich, die bis etwa 2000 aktiv war. Die VRA propagierte den Marxismus-Leninismus und ging ideologisch vom Klassenstandpunkt aus.

## Geschichte
Die VRA entstand aus der Vereinigung von zwei marxistischen Gruppen, die sich zuvor um die Zeitungen Funke und Der Kommunist gebildet hatten. Teile ihrer Mitglieder stammten auch aus den Reihen der Marxistisch-Leninistischen Partei Österreichs (MLPÖ), die sich zuerst als MLÖ von der Kommunistischen Partei Österreichs (KPÖ) abgespalten hatte und dann ihrerseits durch Richtungsstreitigkeiten aufgerieben wurde.
Im April 1967 erschien die erste Nummer der Zeitung „Der Kommunist“, die vom Erdölarbeiter Alfred Jocha herausgegeben wurde. Bis zur Gründung der VRA verging aber noch einige Zeit. Im Oktober 1967 rief die Zeitung „Der Kommunist“ (Nr. 8) zur Gründung „einer revolutionären Arbeiterpartei auf der Grundlage des Marxismus – Leninismus“ auf. Die Gründung einer Arbeiterpartei gelang anscheinend nicht, da im Februar 1968 („Der Kommunist“ Nr. 12) die Gründung der VRA als Vereinigung bekannt gab, die es sich zum Ziel setzte, eine Arbeiterpartei zu gründen. Im Juni 1968 wurde die Grundsatzerklärung der VRA publiziert, die seither kaum verändert wurde. Von Ende der sechziger Jahre bis ca. 1976 veröffentlichte die Peking Rundschau gelegentlich Glückwunschschreiben und Beileidstelegramme von Alfred Jocha im Namen der Organisation. In den siebziger Jahren hatte die VRA regen Zulauf, auch aus der Studentenschaft, es erschien eine eigene Jugendzeitung: Die „Rote Garde“. Die VRA bestand aus mehreren Landesorganisationen in verschiedenen Bundesländern. Viele Jahre war Alfred Jocha der Vorsitzende der VRA.
In den vergangenen 40 Jahren gab es diverse Richtungsstreitereien in der Organisation, die sich zum Teil auch in ihren Publikationen spiegelten. So wurde zum Beispiel die Zeitung „Der Kommunist“ in „für die Volksmacht“, dann in „der Widerspruch“ und letztlich wieder in „für die Volksmacht“ umbenannt. Bis zum Jahr 2000 sind 327 Nummern der Zeitung und zahlreiche Einzelbroschüren erschienen.

## Politische Ausrichtung
Die VRA orientierte sich an den Theorien von Marx, Engels, Lenin, Stalin, Mao Zedong und den Erfahrungen der internationalen Arbeiterbewegung. Sie bekannte sich zur Weltanschauung des dialektischen Materialismus und hat niemals versucht an Wahlen teilzunehmen, sondern im Gegenteil häufig zum Wahlboykott aufgerufen.
Die VRA trat für die Abschaffung des Privateigentums an Produktionsmitteln, den Sturz des Kapitalismus und die Errichtung einer klassenlosen kommunistischen Gesellschaft ein.

## Gründungsmitglieder
- Alfred Jocha (Betriebsrat, ehemaliges Mitglied der KPÖ-Landesleitung Niederösterreich)[6]
- Jakob Rosner (ehemaliger Sekretär Dimitroffs und Verfasser eines Buches „Der Faschismus“)
- Hans Anthofer (Metallarbeiter und Antifaschist)
- Helmut Hronek (Metallarbeiter, Chefredakteur der Zeitschrift „Funke“, 1965 f.)[7]
- Walter Jarosch (geb. 12. Mai 1930, Installateur)
- Heinrich Weiss (Betriebsrat, 1968 stellvertretender Obmann der VRA)